# Estación de Livron
La estación de Livron es una estación ferroviaria francesa de la línea París - Marsella, situada en la comuna de Livron, en el departamento de Drôme, en la región de Ródano-Alpes. Por ella transitan únicamente trenes regionales. 

## Historia
Fue inaugurada por la Compañía del Ferrocarril de Lyon al Mediterráneo el 16 de abril de 1855 con la apertura del tramo Valence-Aviñón. En 1938 la compañía fue absorbida por la recién creada SNCF. Desde 1997, la misma SNCF y la RFF se reparten la explotación y propiedad de la misma.

## Situación ferroviaria
La estación se encuentra en la línea férrea París-Marsella (PK 634,333). Además pertenece al trazado de las siguientes líneas férreas:
- Línea Livron - Aspres-sur-Buëch. Línea de 109 km vía Die que une con Gap permitiendo conexiones con Grenoble y Briançon. Es un eje muy sinuoso, con numerosas curvas, viaductos y túneles lo que genera que la velocidad máxima difícilmente supere los 100 km/h.
- Línea Livron - La Voulte-sur-Rhône. Esta corta línea permite unir el corredor mercancías Lyon-Aviñón con la línea férrea París-Marsella.

## Descripción
Se compone de cuatro andenes, uno lateral y tres centrales y de siete vías. 

## Servicios ferroviarios

### Regionales
Los TER Ródano Alpes recorren los siguientes trazados:
- Línea Lyon - Aviñón.
- Línea Romans-Bourg-de-Péage - Briançon.